# 昭庆县
昭庆县，中国旧县名。
北魏时属广阿县，隋朝时改象城县、大陆县。唐朝初年复为象城县，属赵州。《新》、《旧唐书》皆称天宝元年（742年），象城县以唐祖陵之故，改为昭庆县。李大亮曾撰《昭庆令王璠清德颂碑》，根据李大亮生平，改象城县为昭庆县当在贞观年间。天宝元年（742年），天下改州为郡。赵州为赵郡，昭庆县仍隶之。唐朝时，县东二十五里有广阿泽，《尔雅》曰“晋有大陆”，广阿即大陆别名。除唐祖陵外，任敖墓亦在县境。据《赵州志》记载，北宋开宝五年（972年），宋太宗因观此地四无山阜，旷然平地，改名为隆平县。《隆平县志》则称在太平兴国二年（977年）改为隆平县。
昭庆县城遗址在今隆尧县牛家桥乡境。北宋大观二年（1108年），昭庆县城被洪水淹没。

## 备注
1. ↑  未提及乡镇名，据旧城村、大兴庄村推断为牛家桥乡。